# Michael Denis
Johann Nepomuk Cosmas Michael (Michael) Denis (Schärding, 27 september 1729 - Wenen, 29 september 1800) was een Oostenrijkse dichter, bibliograaf, bibliothecaris, vertaler en lepidopterist.
De jezuïet Denis was vanaf 1759 hoogleraar aan de Weense Theresiaanse Academie en vanaf 1784 de conservator van de Hofbibliothek (nu de Österreichische Nationalbibliothek) in Wenen. Zijn werk omvat in Neolatijn geschreven jezuïetentheater, lyriek en kerkliederen. De lyrische werken publiceerde hij vooral onder zijn pseudoniem Sined der Barde, waarbij Sined het omgekeerde van zijn achternaam is. Denis schreef ook bibliotheekwetenschappelijke werken en leerboeken als het eerste Oostenrijkse Lesebuch in 1762. 
In het gehele Duitse taalgebied werd hij bekend door de eerste Duitse vertaling van de werken van Ossian (1768/69), die als werken van een Keltische bard in heel Europa enthousiast ontvangen werden, maar eigenlijk door een tijdgenoot, James Macpherson, waren geschreven.
Denis hielp meerdere jaren de Oostenrijkse natuurvorser Ignaz Schiffermüller met het verzamelen en classificeren van vlinders uit de omgeving van Wenen. Als resultaat verscheen in 1775 Systematische Verzeichnis der Schmetterlinge der Wienergegend. De vlinderverzameling in het Kaiserlichen Hof-Naturalienkabinett verbrandde in 1848.
In 1801-1802 werd de literaire nalatenschap van Denis in twee banden door Joseph Friedrich von Retzer uitgegeven.

## Werken
- Poetische Bilder der meisten kriegerischen Vorgänge in Europa seit dem Jahr 1756, Wenen 1760
- Die Gedichte Ossians, eines alten celtischen Dichters, aus dem Englischen übersetzt, Wenen 1768-69
- Einleitung in die Bücherkunde, Wenen 1777-1778
- Die Lieder Sineds des Barden, Wenen 1772
- Systematisches Verzeichniß der Schmetterlinge der Wienergegend herausgegeben von einigen Lehrern am k. k. Theresianum (met Schiffermüller), Wenen 1775
- Grundriß der Bibliographie, Wenen 1777
- Die Merkwürdigkeiten der k. k. garellischen öffentlichen Bibliothek am Theresiano, Wenen 1780
- Bibliotheca typographica Vindobonensis ab anno 1482 usque ad annum 1560, Wenen 1782 (ook in het Duits Wiens Buchdruckergeschichte bis 1560, Wenen 1782-1793)
- Ossian und Sineds Lieder, 5 delen, 1784
- Kurze Erzählung der Streitigkeiten über die alten Urkunden, Heidelberg 1785
- Zurückerinnerungen, Wenen 1794
- Carmina quaedam, Wenen 1794
- Beschäftigungen mit Gott schon in dem 12. Jahrhundert gesammelt, Wenen 1799